# 顏三泰
顏三泰（1956年—），中華民國燈藝師，雲林縣北港鎮人，工藝藝術大師，其父顏崑池將花燈搭配電動的裝置，從此藝閣展出的花燈都會動；顏三泰承習其父親花燈的創作理念、製作技術與電動技法繼續創作花燈。
顏三泰為雲林縣政府授證的藝閣製作技術保存者。

## 展覽
- 神藝匠心-朝天宮、顏三泰聯合文物展[6]
- 技能藝動聯展[7]
- 2021年，顏三泰與林玉珠 (燈藝師)、林健兒、蕭在淦、藍永旗、吳敦厚、張秀琴、莊雅婷 (燈藝師)、王耀瑞等燈藝師在竹美館舉辦燈藝風華花燈展覽[8]